# Павлівська сільська рада (Богодухівський район)
Павлі́вська сільська́ ра́да — адміністративно-територіальна одиниця та орган місцевого самоврядування в Богодухівському районі Харківської області. Адміністративний центр — село Павлівка.

## Загальні відомості
- Павлівська сільська рада утворена в 1918 році.
- Територія ради: 55,01 км²
- Населення ради: 2 042 осіб (станом на 2001 рік)
- Територією ради протікає річка Мерла.

## Населені пункти
Сільській раді підпорядковані населені пункти:
- с. Павлівка
- с. Кручик
- с. Миролюбівка

## Склад ради
Рада складається з 16 депутатів та голови.
- Голова ради: Тарасенко Петро Андрійович
- Секретар ради: Рогова Наталія Петрівна

### Керівний склад попередніх скликань
| Прізвище, ім'я, по батькові | Основні відомості                                                         | Дата обрання | Дата звільнення |
| --------------------------- | ------------------------------------------------------------------------- | ------------ | --------------- |
| Тарасенко Петро Андрійович  | Сільський голова, 1953 року народження, освіта вища, безпартійний         | 26.03.2006   | 31.10.2010      |
| Тарасенко Петро Андрійович  | Сільський голова, 1953 року народження, освіта вища, член Партії регіонів | 31.10.2010   |                 |

Примітка: таблиця складена за даними сайту Верховної Ради України

### Депутати
За результатами місцевих виборів 2010 року депутатами ради стали:

#### За суб'єктами висування
| Суб'єкт висування                                       | Кількість обраних депутатів | %    |
| ------------------------------------------------------- | --------------------------- | ---- |
| Партія регіонів                                         | 7                           | 43,8 |
| Політична партія Всеукраїнське об'єднання «Батьківщина» | 4                           | 25   |
| Народна партія                                          | 3                           | 18,8 |
| Партія «Відродження»                                    | 1                           | 6,3  |
| Соціалістична партія України                            | 1                           | 6,3  |

#### За округами
| № округу                                                | Прізвище, ім'я, по батькові   | Дата визнання обраним | Освіта  | Партійна приналежність                        | Відомості про обраного депутата                                 |
| ------------------------------------------------------- | ----------------------------- | --------------------- | ------- | --------------------------------------------- | --------------------------------------------------------------- |
| Народна Партія                                          |                               |                       |         |                                               |                                                                 |
| 10                                                      | Рогова Наталія Петрівна       | 01.11.2010            | вища    | член Народної партії                          | Павлівська сільська рада, секретар                              |
| 12                                                      | Білогай Олександр Григорович  | 01.11.2010            | середня | член Народної партії                          | Богодухівське лісництво, майстер                                |
| 16                                                      | Мальований Віталій Васильович | 01.11.2010            | вища    | член Народної партії                          | пенсіонер                                                       |
| Партія «ВІДРОДЖЕННЯ»                                    |                               |                       |         |                                               |                                                                 |
| 2                                                       | Павленко Володимир Іванович   | 01.11.2010            | середня | член Партії «ВІДРОДЖЕННЯ»                     | СТГО Південна залізниця, слюсар                                 |
| Партія регіонів                                         |                               |                       |         |                                               |                                                                 |
| 1                                                       | Кравченко Ольга Миколаївна    | 01.11.2010            | середня | член Партії регіонів                          | Павлівська сільська рада, спеціаліст                            |
| 3                                                       | Дігтяр Сергій Анатолійович    | 01.11.2010            | середня | член Партії регіонів                          | тимчасово не працює                                             |
| 4                                                       | Церковний Павло Макарович     | 01.11.2010            | середня | позапартійний                                 | пенсіонер                                                       |
| 5                                                       | Палійчук Василь Михайлович    | 01.11.2010            | середня | член Партії регіонів                          | пенсіонер                                                       |
| 9                                                       | Кравченко Ольга Василівна     | 01.11.2010            | вища    | член Партії регіонів                          | тимчасово не працює                                             |
| 11                                                      | Дараган Надія Янівна          | 01.11.2010            | середня | позапартійна                                  | Рибоконсервний завод «Екватор», майстер                         |
| 14                                                      | Матвєєва Юлія Миколаївна      | 01.11.2010            | вища    | член Партії регіонів                          | Богодухівська РДА, спеціаліст                                   |
| Політична партія Всеукраїнське об'єднання «Батьківщина» |                               |                       |         |                                               |                                                                 |
| 7                                                       | Гуц Наталія Василівна         | 01.11.2010            | середня | член Всеукраїнського об'єднання «Батьківщина» | ТОВ «Богодухівське хлібоприймальне товариство», технік-лаборант |
| 8                                                       | Церковна Надія Петрівна       | 01.11.2010            | середня | член Всеукраїнського об'єднання «Батьківщина» | тимчасово не працює                                             |
| 13                                                      | Жильцова Людмила Василівна    | 01.11.2010            | середня | позапартійна                                  | приватний підприємець                                           |
| 15                                                      | Онищенко Тетяна Олександрівна | 01.11.2010            | середня | член Всеукраїнського об'єднання «Батьківщина» | Фельдшерко-акушерський пункт с. Кручик, завідувачка             |
| Соціалістична партія України                            |                               |                       |         |                                               |                                                                 |
| 6                                                       | Назаренко Тетяна Дмитрівна    | 01.11.2010            | середня | член Соціалістичної партії України            | ПП ФО-П, підприємець                                            |